# Andrzej Czerwiński
Andrzej Stanisław Czerwiński (Nowy Sącz; 8 de Novembro de 1954 — ) é um político da Polónia. Ele foi eleito para a Sejm em 25 de Setembro de 2005 com 13770 votos em 14 no distrito de Nowy Sącz, candidato pelas listas do partido Platforma Obywatelska.
Ele também foi membro da Sejm 2001-2005.